# حشره‌خوار شبه‌جزیره‌ای
 حشره‌خوار شبه‌جزیره‌ای (نام علمی: Crocidura negligens) نام یک گونه از سرده حشره‌خوارهای دندان‌سفید است.